# Rhyacophila adjuncta
Rhyacophila adjuncta là một loài Trichoptera trong họ Rhyacophilidae. Chúng phân bố ở miền Cổ bắc.